# Diocesi di Torri di Bizacena
La diocesi di Torri di Bizacena (in latino Dioecesis Turrensis in Byzacena) è una sede soppressa e sede titolare della Chiesa cattolica.

## Storia
Torri di Bizacena, identificabile con le rovine di Tamarza o di Msilica nell'odierna Tunisia, è un'antica sede episcopale della provincia romana di Bizacena.
A questa sede è attribuibile con certezza un solo vescovo, Mensio, il cui nome figura al 28º posto nella lista dei vescovi della Bizacena convocati a Cartagine dal re vandalo Unerico nel 484; Mensio, come tutti gli altri vescovi cattolici africani, fu condannato all'esilio.
A quest'antica diocesi viene assegnato anche il vescovo Massimino, che prese parte alla conferenza di Cartagine del 411, che vide riuniti assieme i vescovi cattolici e donatisti dell'Africa romana; Massimino era un ex donatista convertito al cattolicesimo. Lo stesso vescovo, indicato senza menzione della sede di appartenenza, figura tra le sottoscrizioni del concilio di Zerta del 412. Mandouze assegna questo vescovo alla diocesi di Torri di Numidia.
Dal 1933 Torri di Bizacena è annoverata tra le sedi vescovili titolari della Chiesa cattolica; dal 3 dicembre 1996 il vescovo titolare è Hil Kabashi, O.F.M., già amministratore apostolico dell'Albania meridionale.

## Cronotassi

### Vescovi residenti
- Massimino ? † (prima del 411 - dopo il 412)
- Mensio † (menzionato nel 484)

### Vescovi titolari
- Juan Carlos Aramburu † (14 giugno 1967 - 22 aprile 1975 succeduto arcivescovo di Buenos Aires)
- Bonifácio Piccinini, S.D.B. † (27 giugno 1975 - 15 agosto 1981 succeduto arcivescovo di Cuiabá)
- Manuel Salazar y Espinoza † (19 dicembre 1981 - 16 agosto 1995 deceduto)
- Hil Kabashi, O.F.M., dal 3 dicembre 1996